# علی عمرانی
سیّد علی عمرانی (زادهٔ ۱۴ تیر ۱۳۳۹) بازیگر و گویندهٔ رادیوی اهل ایران است. عمرانی در ۳۰ شهریور ۱۳۹۲ از رادیو استعفاء داد. وی برادر محمد عمرانی است.

## زندگی و فعالیت‌ها
پدر وی سید ولی‌الله عُمران بازیگر تئاتر، سینما و تلویزیون و نوازنده سازهای نی و سنتور بود. وی برادر محمد عمرانی است. عمرانی دو دختر و سه نوه دارد.

### تلویزیون
عمرانی به عنوان بازیگر در مجموعه‌های تلویزیونی چون به کجا چنین شتابان و جراحت ایفای نقش کرده است.

### سینما
از نقش‌آفرینی‌های مهم عمرانی در سینما می‌توان به بازی در نقش «برقی» در فیلم «آرایش غلیظ» به کارگردانی حمید نعمت‌الله که در سال ۱۳۹۲ ساخته و پاییز ۱۳۹۳ اکران شد، اشاره کرد. عمرانی همچنین به عنوان منشی صحنه در فیلم مجنون (۱۳۶۹) و دستیار صحنه و لباس در فیلم ابراهیم خلیل‌الله (۱۳۸۴) همکاری کرده است.

### تئاتر
او در سال ۱۳۸۳ در نمایش شب هزار و یکم به کارگردانی بهرام بیضایی بازی کرده است. در بعضی اجراها جز نقش خودش به جای حمید فرخ‌نژاد که بیمار شده بود نقش ضحاک را نیز بازی کرده است.

## فیلم‌شناسی

### تلویزیون و نمایش خانگی
| سال       | عنوان مجموعه                       | کارگردان                      | نقش                         |
| --------- | ---------------------------------- | ----------------------------- | --------------------------- |
| ۱۴۰۳      | جان‌سخت                             | مصطفی تقی‌زاده                 | ناصر گودرزی                 |
| ۱۴۰۱      | سرگیجه                             | بهرنگ توفیقی                  | جلال                        |
| ۱۴۰۰      | خسوف                               | مازیار میری                   | رضی                         |
| ۱۳۹۹      | پرگار                              | شهرام شاه حسینی               | حمید پارسا                  |
| ۱۳۹۶      | پرواز در ارتفاع صفر                | عبدالحسن برزیده               | یحیی                        |
| ۱۳۹۵      | برنامهٔ دورهمی (مورخ ۲۸ خرداد ۱۳۹۵) | مهران مدیری                   | علی عمرانی                  |
| ۱۳۹۳      | تا آمدن احمد                       | صادق صادق‌دقیقی                | بازنویسی فیلمنامه           |
| ۱۳۹۳      | سال‌های ابری                        | مهدی کرمپور                   | سالار                       |
| ۱۳۹۳      | عصر پاییزی                         | اصغر نعیمی                    | عطا                         |
| ۱۳۹۲      | آرایش غلیظ                         | حمید نعمت‌الله                 | آقای برقی                   |
| ۱۳۹۲      | بال‌های خیس                         | عباس رنجبر                    | مهدی قاسمی                  |
| ۱۳۹۲      | جزر و مد                           | محمدحسین غضنفری               | نیما                        |
| ۱۳۸۹      | جراحت                              | محمدمهدی عسگرپور              | اسماعیل                     |
| ۱۳۸۷      | به کجا چنین شتابان                 | ابوالقاسم طالبی               | هاتف                        |
| ۱۳۸۷      | بلندگوهای افسانه‌ای                 | محمد رحمانیان                 | سعید فصیح                   |
| ۱۳۸۶      | کیمیای سعادت                       | رضا خوشدل راد                 |                             |
| ۱۳۸۵      | مسافرخانهٔ سعادت                    | محمد رحمانیان                 | تیپ‌های متنوع                |
| ۱۳۸۴      | توی گوش سالمم زمزمه کن             | محمد رحمانیان                 | نقش‌های متفاوت               |
| ۱۳۸۴      | نیمکت                              | محمد رحمانیان                 | نقش‌های متفاوت               |
| ۱۳۸۳      | ماجراهای تقی جان                   | مرضیه محبوب                   |                             |
| ۱۳۸۳      | شکوه تنهایی                        | آیدا پناهنده                  |                             |
| ۱۳۸۲      | این سه نفر                         | اصغر توسلی                    |                             |
| ۱۳۸۱      | دوقلوها                            | حسین سهیلی‌زاده                | پدر دوقلوها                 |
| ۱۳۸۱      | ماجراهای امین و مینا'              | کریم سربخش                    | پدر امین و مینا             |
| ۱۳۸۰      | روزهای آرزو                        | شاهرخ حمیدی مقدم              |                             |
| ۱۳۸۰–۱۳۷۹ | چراغ جادو                          | همایون اسعدیان و مسعود کرامتی | در نقش متکدی و جوبگرد       |
| ۱۳۷۹      | این زمینی‌ها                        | مسعود شاه‌محمدی                | عموی مریخی ستاره            |
| ۱۳۷۹      | خواستگاری پرماجرا                  | محمد بنائی                    | خواستگار                    |
| ۱۳۷۹      | هتل                                | مرضیه برومند                  | بازیگر مهمان،قسمت شب فوتبال |
| ۱۳۷۹      | آوای بی صدا                        | مجتبی یاسینی                  |                             |
| ۱۳۷۷      | قصهٔ اسباب بازی‌ها                   | جمشید کلانتری                 |                             |
| ۱۳۷۷      | خانه ی شماره ی ۵                   | محمد عمرانی                   |                             |
| ۱۳۷۵      | خودرو تهران ۱۱                     | مرضیه برومند                  | جلال روح‌افزا                |
| ۱۳۷۵      | ببخشید                             | رضا کرم رضایی                 |                             |
| ۱۳۷۲      | نوروز ۷۲                           | علی عمرانی                    |                             |
| ۱۳۷۲      | یک خانه، یک نخل                    | علی عمرانی                    |                             |
| ۱۳۷۲      | تلویزیون کابلی بچه‌ها               | علی عمرانی                    |                             |
| ۱۳۷۲      | جمعه با شما                        | علی عمرانی                    |                             |
| ۱۳۷۱      | حکایتی و حکمتی                     | مجتبی یاسینی                  |                             |
| ۱۳۷۰      | مسافران                            | بهرام بیضایی                  |                             |
| ۱۳۷۰      | فراموشخانه                         | سیدعبدالرضا نواب صفوی         |                             |
| ۱۳۶۸      | ظلم شاهان                          | مجتبی یاسینی                  |                             |
| ۱۳۶۷      | تپلی                               | سیما ایلخان                   |                             |
| ۱۳۶۷      | عطر و گلاب بپاشید                  | ایرج طهماسب                   |                             |
| ۱۳۶۶      | آقای دلار (خیالاتی)                | مجید بهشتی                    | در نقش تازه داماد           |
| ۱۳۶۶      | قصه‌های کوچهٔ ما                     | رضا فیاضی                     | در نقش مسعود                |
| ۱۳۶۴      | پیر وفا                            | مجتبی یاسینی                  | راوی و بازیگر مجموعه        |
| ۱۳۵۸      | خدا را هجی کن                      | اصغر همت                      | در نقش‌های متفاوت            |

### نمایش‌ها
| نام نمایش                                                         | سال تولید(به ترتیب) | کارگردان                                                                   |
| ----------------------------------------------------------------- | ------------------- | -------------------------------------------------------------------------- |
| راویان اخبار                                                      | ۱۳۶۵                | «داریوش مؤدبیان»، «مرضیه برومند»، «حمید لبخنده»، «رضا بابک» و «هوشنگ توکلی |
| این شرح بی‌نهایت                                                   | ۱۳۶۷                | حمید حمزه-شهریار بدیعی-اسماعیل خلج                                         |
| ظلم شاهان                                                         | ۱۳۶۸                | مجتبی یاسینی                                                               |
| فراموشخانه                                                        | ۱۳۷۰                | عبدالرضا نواب صفوی                                                         |
| شنیدنی‌های تاریخ                                                   | ۱۳۷۰                | علی عمرانی                                                                 |
| بازپرس وارد می‌شود                                                 | ۱۳۷۱                | رضا بابک                                                                   |
| قضیه رابرت اپنهایمر                                               | ۱۳۷۶                | محمود عزیزی                                                                |
| در حریم هشتم                                                      | ۱۳۷۶                |                                                                            |
| پل                                                                | ۱۳۷۶                |                                                                            |
| آوای بی صدا                                                       | ۱۳۷۷                | سیدمجتبی یاسینی                                                            |
| صبح روز تعطیل                                                     | ۱۳۷۸                | علی عمرانی                                                                 |
| همهٔ پسران من                                                      | ۱۳۷۸                | محمد رحمانیان                                                              |
| مجلس ضربت زدن                                                     | ۱۳۷۹                | بهرام بیضایی                                                               |
| قطار ارواح                                                        | ۱۳۸۱                | قاسم شاکری                                                                 |
| شب هزار و یکم                                                     | ۱۳۸۲                | بهرام بیضایی                                                               |
| مجلس شبیه در ذکر مصایب استاد نوید ماکان و همسرش مهندس رخشید فرزین | ۱۳۸۴                | بهرام بیضایی                                                               |
| هامون بازها                                                       | ۱۳۸۸                | محمد رحمانیان                                                              |
| عشقه                                                              | ۱۳۸۸                | محمد رحمانیان-حبیب رضایی                                                   |
| اسب‌ها                                                             | ۱۳۸۸                | محمد رحمانیان                                                              |
| روز حسین                                                          | ۱۳۸۸                | محمد رحمانیان                                                              |
| نگراسف                                                            | ۱۳۸۹                | محمد رحمانیان- ساسان امیرپور                                               |
| ترانه‌های قدیمی                                                    | ۱۳۹۲                | محمد رحمانیان                                                              |
| ترانه‌های محلی                                                     | ۱۳۹۳                | محمد رحمانیان                                                              |
| خاطرات هنرپیشه ی نقش دوم                                          | ۱۳۹۳                | محمد رحمانیان                                                              |
| سینماهای من                                                       | ۱۳۹۴                | محمد رحمانیان                                                              |
| قانون                                                             |                     | حمید نعمت اله                                                              |
| سینماهای من                                                       | ۱۳۹۴                | محمد رحمانیان                                                              |
| هامون بازها                                                       | ۱۳۹۴                | محمد رحمانیان                                                              |
| روز واقعه                                                         | ۱۳۹۵                | محمد رحمانیان                                                              |
| آینه‌های روبرو                                                     | ۱۳۹۶                | محمد رحمانیان                                                              |

### سینما
- اسرافیل (۱۳۹۵)
- سینما نیمکت (۱۳۹۴)
- آرایش غلیظ (۱۳۹۲)
- ما همه گناهکاریم (۱۳۸۹)
- چهره به چهره (۱۳۸۷)
- آخر بازی (۱۳۷۹)
- ماه و خورشید (۱۳۷۴)